# 西条町 (愛媛県)
西条町（さいじょうちょう）は、愛媛県の東部、新居郡に属していた町。現在の西条市中心部から東部にかけての地域、加茂川下流右岸にあたる。

## 地理
- 河川 ： 加茂川、渦井川
- 海洋 ： 燧灘

## 歴史
- 1871年（明治4年） - 喜多浜分を明屋敷分に合併。
- 1876年（明治9年） - 西条陣屋の陣屋町7町（本町、中之町、魚屋町、大師町、紺屋町、横町、東町）が合併して西条町となり、町内を本町、大師町、栄町、東町に再編。
- 1889年（明治22年）12月15日 - 町村制の施行により、西条町、明屋敷分が合併して西条町が発足。大字明屋敷に町役場を設置。
- 1925年（大正14年）2月11日 - 神拝村、大町村、玉津村と合併し、改めて西条町が発足。
- 1941年（昭和16年）4月29日 - 氷見町、橘村、神戸村、飯岡村と合併して西条市が発足。同日西条町廃止。

## 交通

### 鉄道路線
- 鉄道省
  - 予讃本線（現予讃線）
    - 伊予西条駅

### 道路
- 讃岐街道（現国道11号）